# 原獣文書
『原獣文書』（げんじゅうぶんしょ）は、なるしまゆりによる日本の漫画作品。『サウス』（新書館）にて1995年5月から連載開始。
『サウス』休刊後は、『月刊ウィングス』（同）の増刊であった『ハックルベリー』（同）にて連載されたが、同誌は2005年10月22日発売のVol.6をもって休刊した。その際に翌2006年春に発売する「なるしまゆり特集号」で完結させる予定だと告知された。『ウィングス』にて2016年12月号より2021年6月号まで連載された。
本作品を原作にドラマCD化されている。

## あらすじ
隕石の衝突、大規模な地殻変動、原因不明の流行病などにより、生態系は壊滅的被害を被り、西暦3229年の時点で人類の行動範囲は地球の三分の一程度に限られていた。それ以外の場所は、20世紀の地図と同じ地形なのかも分からず、新生物たちが繁栄する未開の地となっていた。その地を「新大陸」と呼び、手をこまねいていた学者達の中で、初めてレイ・ジーン・セイバーヘーゲンが正規の調査隊を組織しての航海を立案した。

## 登場人物

### 主要登場人物
レイ・ジーン・セイバーヘーゲン（Ray・Jean・Seiberheigen）
本作の主人公。通称「レイ・ジーン」。男。3201年1月25日生まれ。28歳。身長186cm。体重70kg。AB型。髪の色-亜麻色。瞳の色-翠。博士。7つの博士号を持ち、7つの古代言語を解する、世界屈指の学者。
原獣文書の巫子。体は頑丈だが筋力が弱く（握力・26kg）動作が遅い（100m走・19秒）。
3229年、新大陸調査計画を立案し、新大陸に到達。大陸人の言語を使いこなせるようになり、大陸人の子供達にとても好かれ、アルビレオ達から「運命の石」を貰う。「運命の石」の作用により村上静馬の「夫」と定められ、村上静馬の体臭があると発情し、人間離れした俊敏な動きをし怪力を発揮する体質となる。
村上静馬（むらかみ しずま）
旧人の男。25歳。身長190cm。体重85kg。B型。髪の色-黒。瞳の色-焦げ茶。ガードマン。
どのようなストレスやプレッシャーにも負けないタフな精神力と、強靭な肉体を持つ。（100m走・10秒）
3229年、新大陸調査計画立案者を尊敬し、新大陸調査隊・警備班・班長を務める。「運命の石」の作用によりレイ・ジーンの「妻」と定められ、レイ・ジーンの体臭があると発情し、体の力が抜ける体質となる。
テニスクラブの秀でた選手だった。
友能まきを（とものう まきを）
旧人の女。24歳。身長160cm。体重47kg。A型。スリーサイズ-B86 W58 H88。看護師。
男色愛好家（ホモマニア/腐女子）であり、カップリングにおいて、粗野な男の「受け」に萌える。その趣味には命も惜しまず、新大陸調査基地における萌えるゲイカップルの可能性を妄想し、新大陸調査隊・医療班に入る。新大陸調査基地にて偶然、村上静馬と再会。
中学入学から高校卒業までの6年間、村上静馬とクラスメイトであり、テニスクラブのマネージャーとしても村上静馬をサポートしていた。
ゼーン（Zene）
名の意味は「魔神」。28歳。身長186cm。体重75kg。レイ・ジーンにそっくり。モールドレの3人の子供のひとり。難聴。
大陸人の集落を次々に襲い、「服従か死か」を選ばせ、従った者達を連れ去っている。新大陸調査基地に自分と同じ顔の人物がいると知る。
- ザッパー
  - 蛾に似たゼーンの乗り物の異生虫。新大陸調査基地を炎上させ壊滅させた。

- キルキル君
  - カマキリに似たゼーンの乗り物の異生虫。

- プリスキン中尉

- レッドタタマンゴ君

- ブルータタマンゴ君

ノアヴィース
名の意味は「天の水」。通称「ノア」。28歳。レイ・ジーンにそっくり。モールドレの3人の子供のひとり。目が見えず、立つことも出来ない。3212年にラルフ・ハインツ・セイバーヘーゲンを殺した。
アルビレオ（Albireo）
大陸人。14歳。身長155cm。体重42kg。巫子の資質がある。
チェリー・ジャック（偽名）
旧人の男。19歳。身長173cm。体重65kg。海賊の頭領。本名はジュリアーノ。

### 旧人
ラルフ・ハインツ・セイバーヘーゲン（Ralph・Heinz・Seiberheigen）
レイ・ジーンの父親。
キム・スタイナー
女。レイ・ジーンの秘書。
アンドレア・リュバイオ
男。博士。プランナーズのメンバーのひとり。レイ・ジーンをライバル視している。
ミゲーレ・ラムキン
男。107歳。博士。パナケイア大学総学長。
村上静馬の父親

村上静馬の母親

村上聖晴（むらかみ きよはる）
村上静馬の叔父。

#### 新大陸調査隊
ヴァージニア
女。レイ・ジーンがパナケイアの大学に入った時からの同僚。
ガレス・G・ジョーンズ
男。新大陸調査隊・隊長。ラルフ・ハインツ・セイバーヘーゲンと同期だった学者。
張春生（チャン チュンション）
男。医師。
イワン・ロストフ
男。医師。
珊珊（サンサン）
女。張春生の婚約者。
クリストファー
男。ガードマン。大学時代からの村上静馬の友人。
ドナルド・ディーツ
男。博士。ゼーンによって、新大陸調査基地の者達への見せしめとして首を千切られ殺された。
ビエル・ケイ
男。学士。ディーツ博士の助手。

#### 海賊
アプリコット（偽名）
隠しているがチェリー・ジャックの妹。
カーペンター（偽名）

チェリー・ジャックの父親
故人。ラルフ・ハインツ・セイバーヘーゲンの新大陸への往復の手助けをした。

### 大陸人
モールドレ
名の意味は「黄金の死」（色の名前）。女。不老不死。身長180cm。世界の中心の島にいる死なない女王。
3201年以後のモールドレ

男性体のモールドレ

ティトオ
アルビレオの三つ子の兄弟のひとり。
カレッセオ
アルビレオの三つ子の兄弟のひとり。
キュートス
ゼーンに殺されかけたところを、新大陸調査基地の人々に助けられた。
長老

### 過去の人物
ルノー

久世玲衣（くぜ れい）

仁（ジン）

## 用語
原獣文書
レイ・ジーンの杖（ガルナ）。全ての者に不老不死を与える科学。
新大陸
「暗黒大陸」とも呼ばれる。
巫子（デーヴァ）の神殿
「運命の石」がある。
中央の島

大陸人

巫子（デーヴァ）
杖（ガルナ）を持つ。
戦士（ヴァース）
羽飾り（サーサラー）を持つ。
運命の石
青い石。永遠輪廻の為のプログラム。性別の無い大陸人が夫婦になるときに用い、二人で一緒に石を持ち、石が割れた場合、片方が「男」になり、もう片方が「女」になる。石が割れなかった場合、変化は起きず夫婦とはならない。運命の石の効力がきれるのは夫婦で子供を作った場合のみ。旧人にも作用する。
異生虫（エイリアナ）

旧人

復興都市
- W（ウェスト）・ユーラシア
第1復興都市。村上静馬、友能まきをの出身地。
- Eユーラシア
第2復興都市。
- パナケイア
第3復興都市。
- エーオース
第4復興都市。
- プロメテウス
第5復興都市。
- エウアネモス
第6復興都市。
- ゼフィロス
第7復興都市。

古代言語

レプリカ
生体模型。ロボット。
恐竜の形の潜水艦

P＝NOAH（プロジェクト・ノア）

## 書誌情報
- なるしまゆり 『原獣文書』 新書館〈WINGS COMICS〉、全10巻
  1. 1996年11月8日発売[3]、ISBN 4-403-61436-1
  2. 1997年4月25日発売[4]、ISBN 4-403-61463-9
  3. 1998年7月9日発売[5]、ISBN 4-403-61508-2
  4. 1999年4月23日発売[6]、ISBN 4-403-61537-6
  5. 2000年7月24日発売[7]、ISBN 4-403-61596-1
  6. 2001年12月21日発売[8]、ISBN 4-403-61658-5
  7. 2003年9月24日発売[9]、ISBN 4-403-61730-1
  8. 2005年7月22日発売[10]、ISBN 4-403-61800-6
  9. 2021年2月25日発売[11]、ISBN 978-4-403-62318-9
  10. 2021年7月26日発売[12][1]、ISBN 978-4-403-62326-4

## ドラマCD
原獣文書
1997年5月25日、WIN-0001、新書館/アニメイトフィルム
1. そして冒険は始まった（OPテーマ Vo：山寺宏一）
2. プロローグ
3. 始まりの石
4. 遭遇
5. まきを登場!
6. 告白
7. チェック　チェック!
8. 魔神
9. ゆれる想い
10. エピローグ
11. 月婚歌（EDテーマ Vo：中原茂）

原獣文書 II
2001年7月31日、WIN-0010、新書館/アニメイトフィルム
1. プロローグ
2. 話そうよ
3. 「原獣文書」の巫子
4. サバイバル
5. レイジーンとゼーン
6. 基地破壊
7. エピローグ

### キャスト
ドラマCD 1、2の順。
- レイ・ジーンセイバーヘーゲン博士：中原茂 / 三木眞一郎 （子供時代： － / 浅丘夏未）
- 村上静馬：山寺宏一 / 森川智之
- アルビレオ：緒方恵美 / 浅川悠
- 友能まきを：今井由香 / 南央美
- ゼーン（魔人）：緑川光 / 森久保祥太郎
- ヴァージニア：折笠愛 / 浅丘夏未
- 張春生医師：石井康嗣 / 鈴村健一
- イワン・ロストフ医師：室園丈裕 / 大川透
- カレッセオ：津野田なるみ
- ティトオ：根谷美智子
- 部下 A：園部啓一
- 部下 B：飛田展男
- ガレス・G・ジョーンズ隊長：うすいたかやす / 長嶝高士
- ハインツ：細井治 / 大川透
- 大陸人：太田正道 / 小林由美子
- カナーン： － / 南央美
- チェリー： － / 岩田光央
- クリストファー： － / 望月健一
- ディーツ： － / 望月健一
- キュートス： － / 飯田利信
- サヴァルク： － / 杉田智和
- ケイ： － / 杉田智和
- 海賊： － / 山田真一

## 関連作品
- REPLICA MASTER
『原獣文書』と世界観が同じであり、およそ千年前を舞台とし、『原獣文書』の登場人物の先祖が主人公の物語。